# Thomas Couët
Pour le joueur français de rugby à XV, voir Paul Couet-Lannes.
Le révérend père Thomas Cyrille Couët (1861-1931) est prêtre catholique et essayiste canadien (Québec).

## Biographie
Né à Québec, le 11 avril 1861, d'Adolphe Couët et de Stéphanie Bochet, il fait ses études à Québec. Il entre chez les Dominicains à Belmonte en Espagne en 1881 et y prononce ses vœux en 1882. Il est ordonné à Corbara en Corse par Mgr de la Foata, le 3 octobre 1886.
Assigné à Lewiston, Ottawa, Saint-Hyacinthe, Montréal et Québec. Mort par noyade au lac Kénogami, le 16 septembre 1931. Inhumé à Québec dans le cimetière des sœurs Dominicaines de l'Enfant Jésus dont il a été l'aumônier et le conseiller, avant d'écrire la biographie de mère Marie de la Charité.En 2008, les restes ont été incinérés et transférés le 14 janvier 2009 au cimetière de la paroisse Notre-Dame-du-Rosaire à Saint-Hyacinthe, cimetière des Dominicains au Canada (Y-37).
Appartenant à l’aile traditionaliste et nationaliste du clergé canadien-français, il est l’un des représentants du clérico-nationalisme. Défenseur des droits et des valeurs des Canadiens-français, il est également l’un des principaux représentants de  l’antimaçonnisme au Québec. Il critique l’industrie du bois pour valoriser l’agriculture, plus favorable aux idéaux catholiques de l'époque qui prônent la cohésion de la famille et de la patrie.

## Galerie

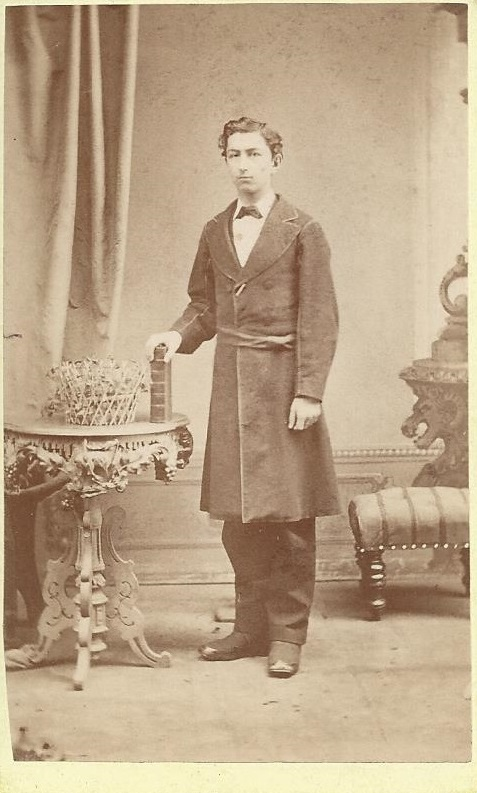
Cyrille Couët étudiant au séminaire de Québec
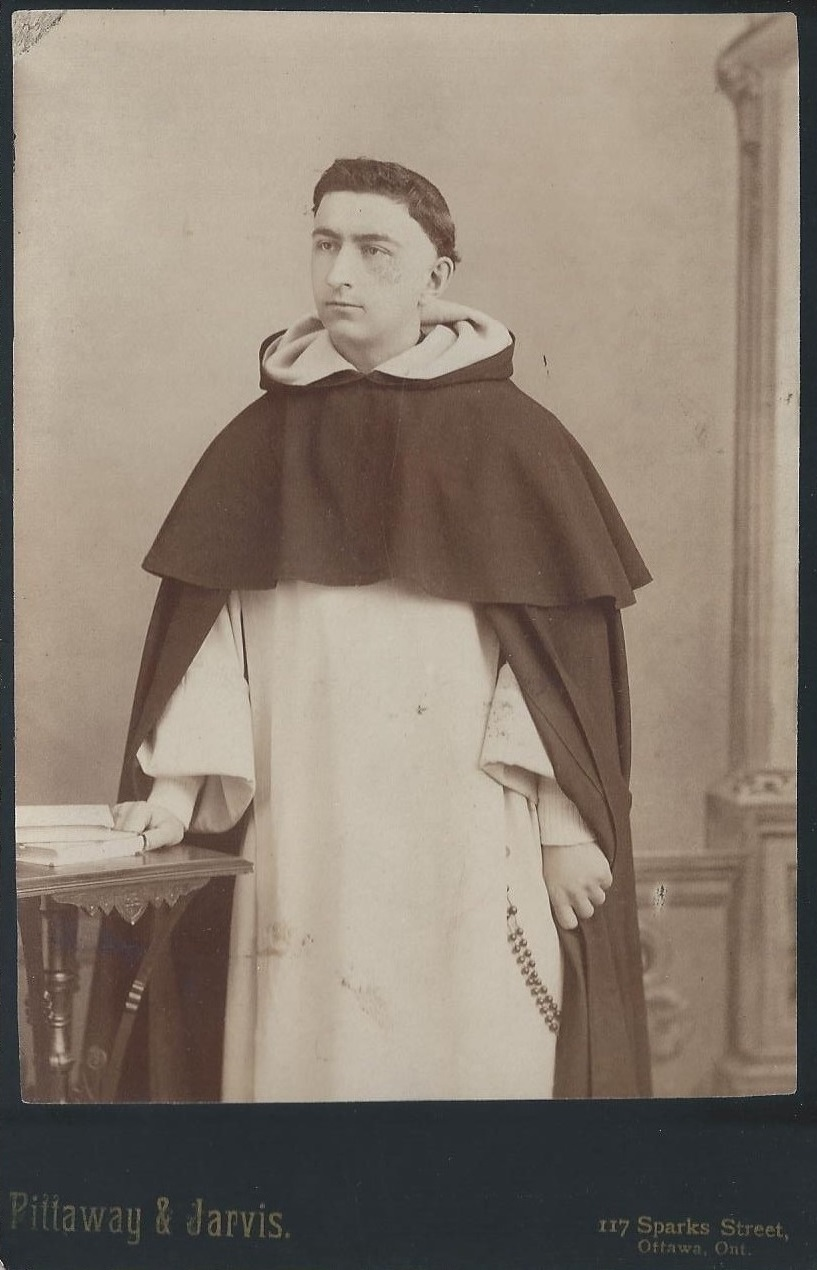
Thomas Couët vers 1888 à Ottawa
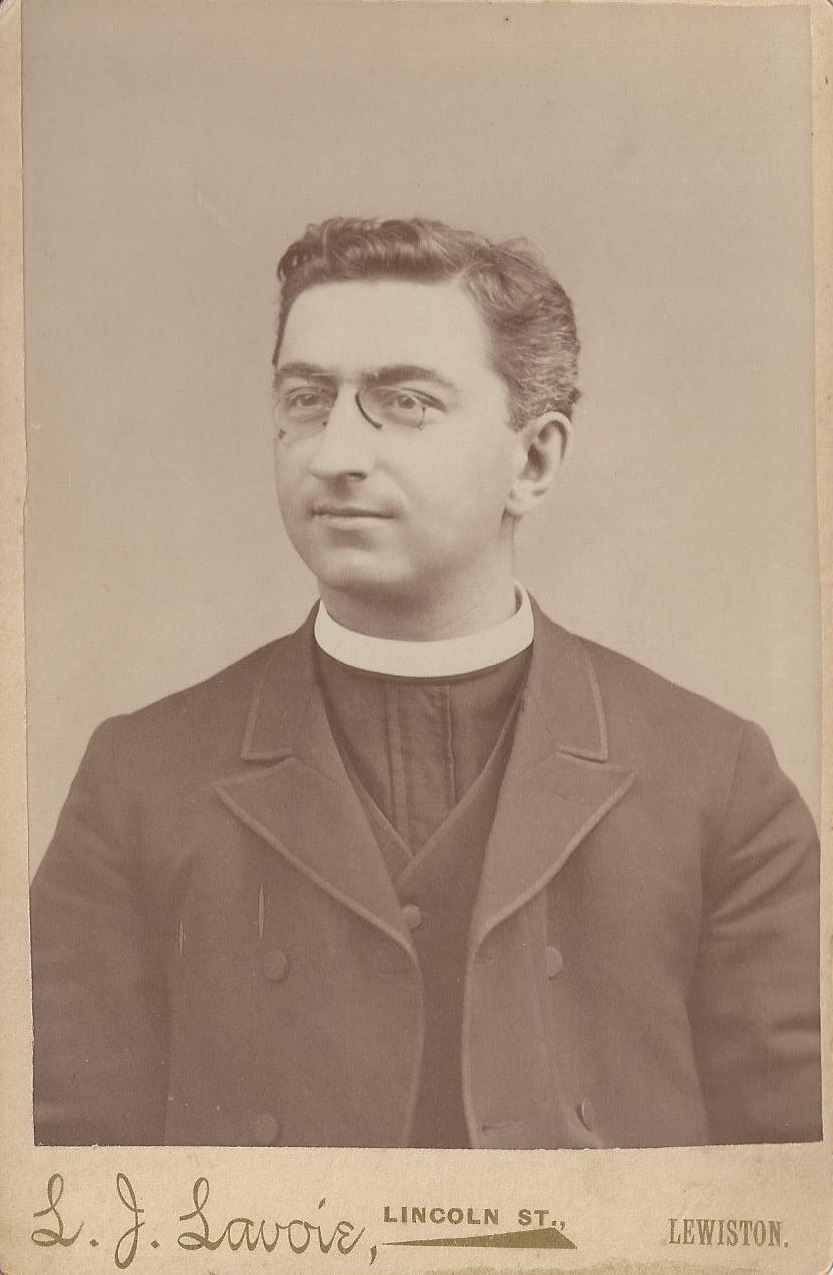
Thomas Couët vers 1894 à Lewiston, Maine U.S.A.
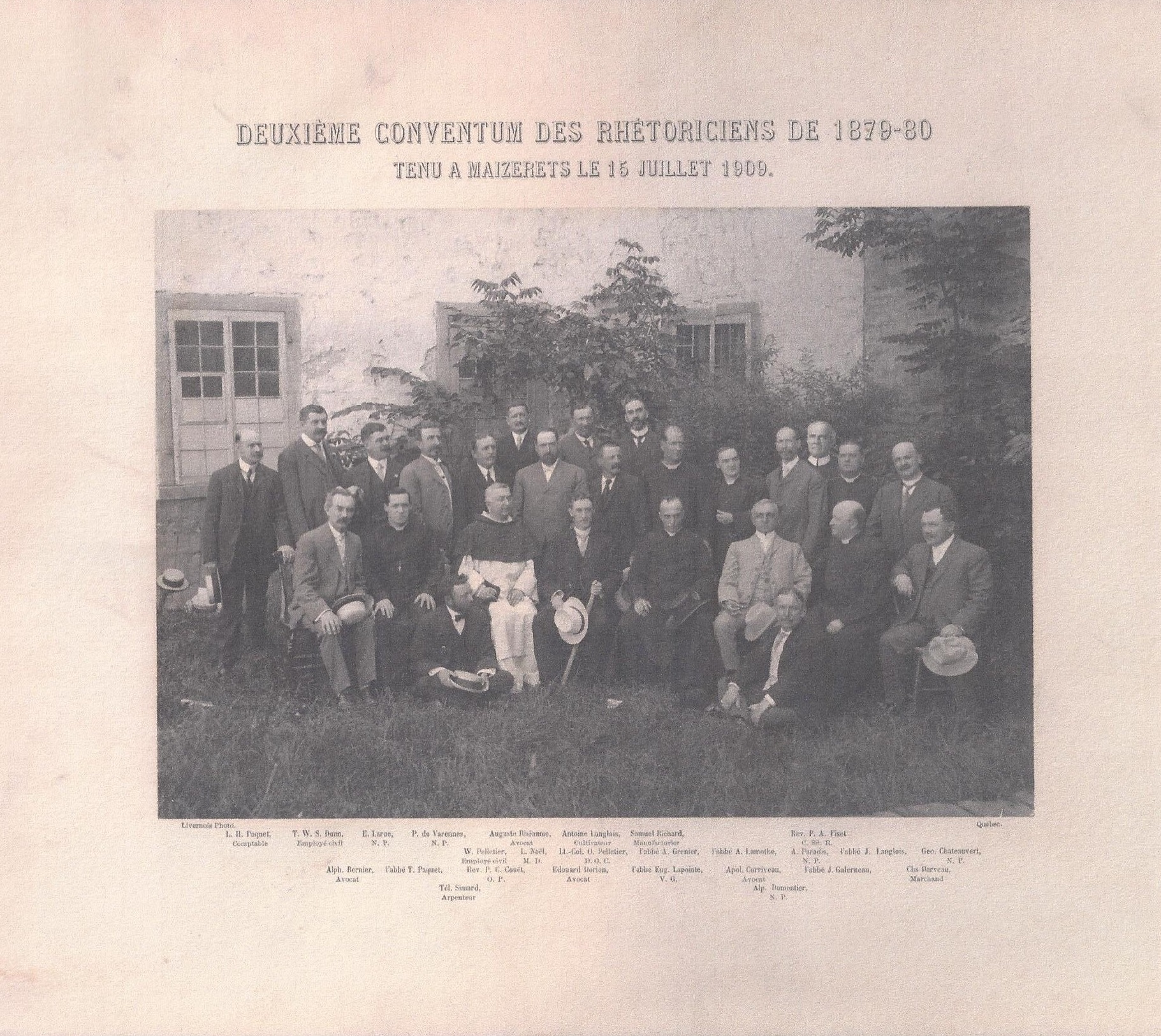
Deuxième conventum des rhétoriciens de 1879-1880 du Séminaire de Québec, tenu à Maizerets le 15 juillet 1909
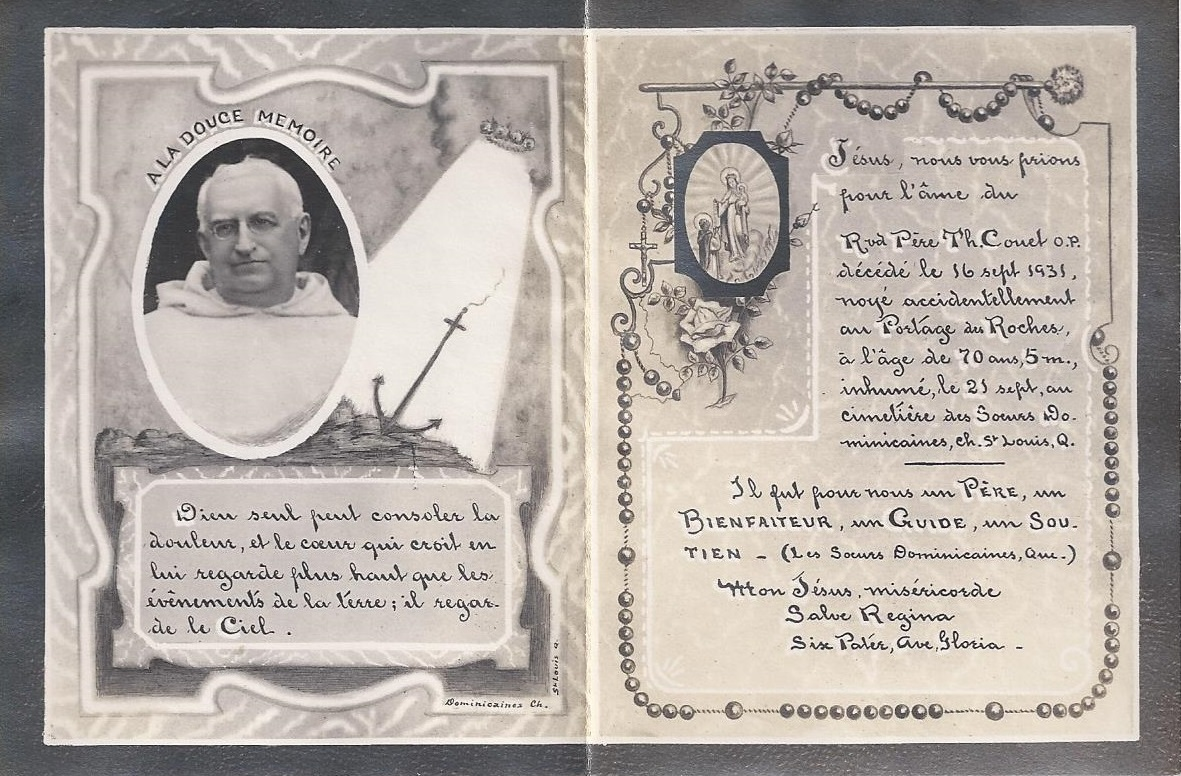
Carte mortuaire fait par les Sœurs Dominicaines de Québec en 1931
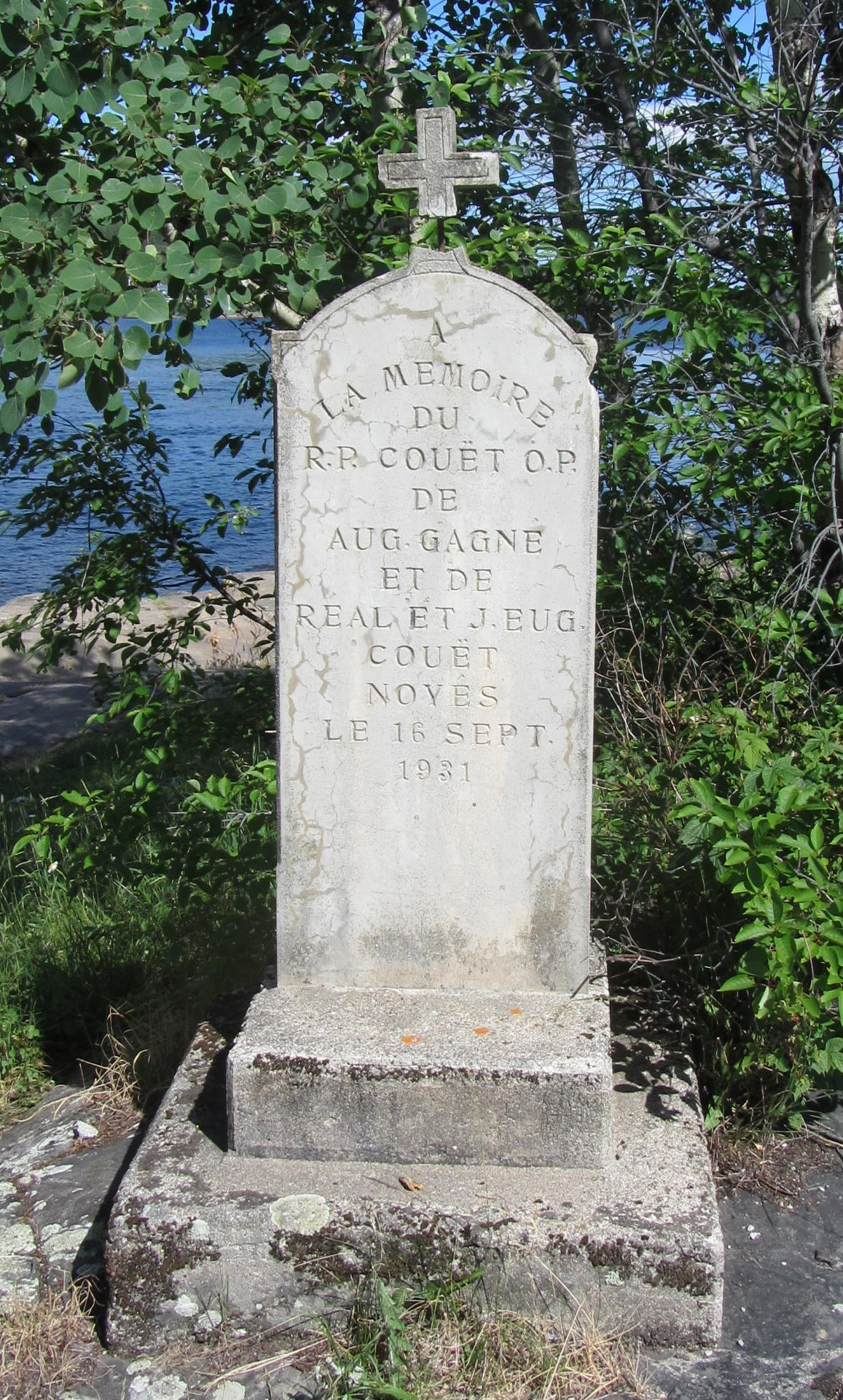
Monument qui rappelle la tragédie de la noyade du père Couët et de ses compagnons sur la rivière Chicoutimi, au barrage du Partage-des-Roches, à Laterrière.
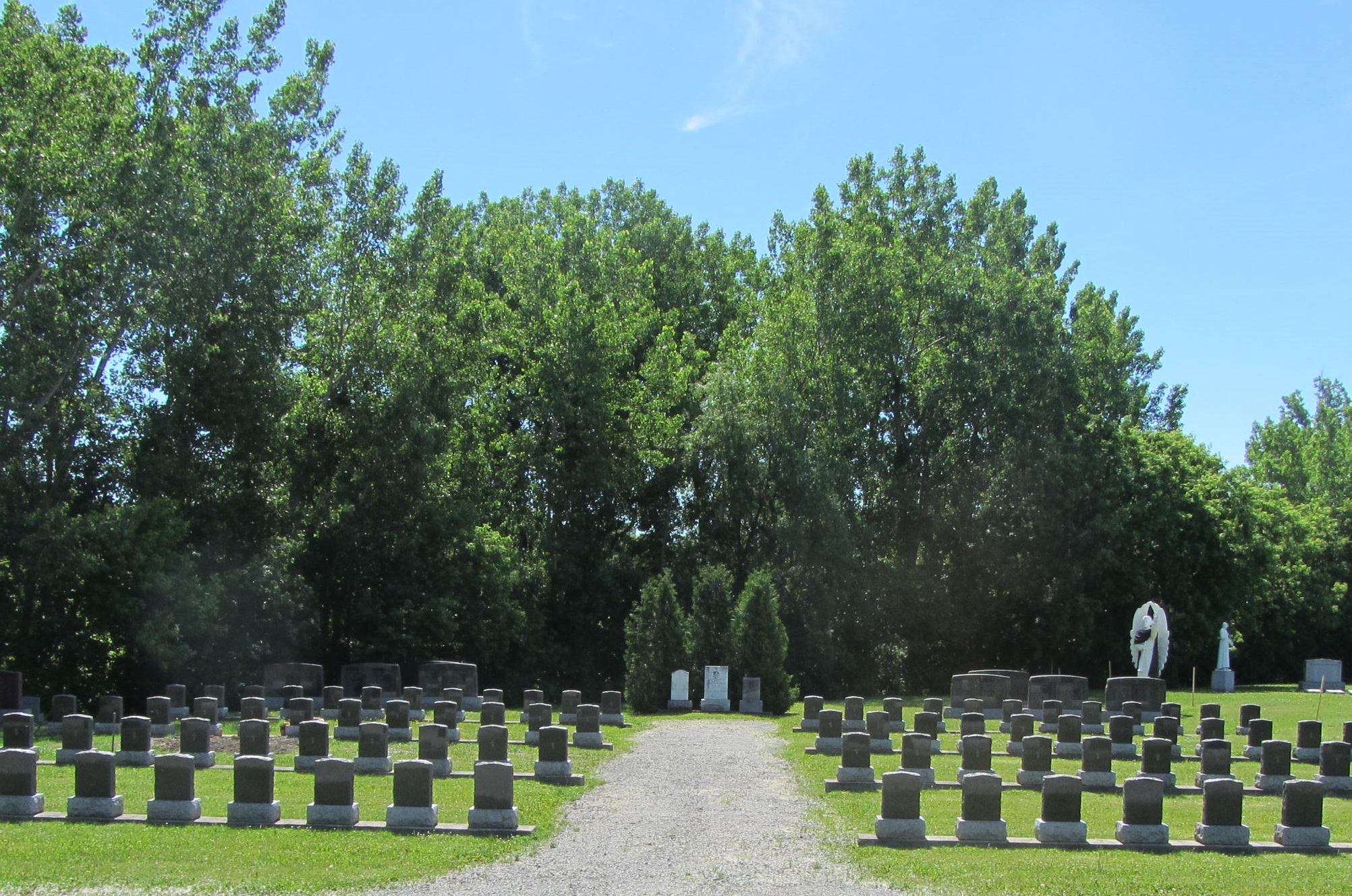
Cimetière des Dominicains, Saint-Hyacinthe (Cimetière Notre-Dame-du-Rosaire)

## Publications
- Le bois, voilà l'ennemi !, Québec, Société de la Revue franco-américaine, 1909.
- Allocution pour le Conventum des Rhétoriciens de 1879-80. Québec, Imprimerie de L'Événement, 1909.
- Le Franc-maçonnerie et la conscience catholique : étude sur la dénonciation juridique, avec une lettre de M. l'abbé Perrier à l'auteur, Québec, Imprimerie de L'Action sociale, 1910.
- Bas les masques : étude antimaçonnique, avec une lettre de Sa Grandeur Mgr Bégin à l'auteur, Québec, Imprimerie de L'Événement, 1911.
- La fusion de deux races. Aperçu historique sur le Madawaska, dans La Nouvelle-France revue des intérêts religieux et nationaux du Canada français, Québec, vol. 10, 1911.
- La Mère Marie de la Charité et les sœurs dominicaines de Québec, Québec, Éditions de L'Action sociale, 1925.